# Зіркоглядові
Зіркоглядові (Uranoscopidae) — родина риб ряду Окунеподібних, що поширені у тропічних і помірних морях. Демерсальні риби, що живуть до 500 м глибини.

## Роди
- Astroscopus
- Genyagnus
- Gnathagnus
- Ichthyscopus
- Kathetostoma
- Pleuroscopus
- Selenoscopus
- Uranoscopus — Зіркогляд
- Xenocephalus